# Magistar strojarstva
Magistar strojarstva, zanimanje je na području Republike Hrvatske, visoke stručne spreme (VSS), osoba je najčešće diplomirani inženjer strojarstva s položenim magisterijem s nekog od područja strojarstva, moguće i diplomirani inženjer fizike, elektrotehnike, brodogradnje, tehnologije i sl. s položenim magisterijem iz strojarstva.
Naslov: mr. sc. Marko Marković, dipl. ing. (stroj.)
U RH, magistarski studij traje 2 godine (4 semestra) te završava obranom magistarskog rada.